# Memorial University of Newfoundland
De Memorial University of Newfoundland, ook bekend als kortweg Memorial University of als MUN (/mʌn/), is een openbare universiteit in de Canadese provincie Newfoundland en Labrador. De universiteit is gevestigd in de stad St. John's, met satellietcampussen in Corner Brook en elders in de provincie, evenals op Saint-Pierre en in het Engelse Harlow.
De universiteit werd opgericht in september 1925 als een levend gedenkteken voor de vele Newfoundlanders die sneuvelden in de Eerste Wereldoorlog. Het is de grootste universiteit in Atlantisch Canada en de enige universiteit van Newfoundland en Labrador. In 2018 telde de instelling 1.330 academische personeelsleden en 2.474 andere personeelsleden. Zij ondersteunen de ruim 19.000 studenten die uit bijna 100 landen komen.

## Galerij

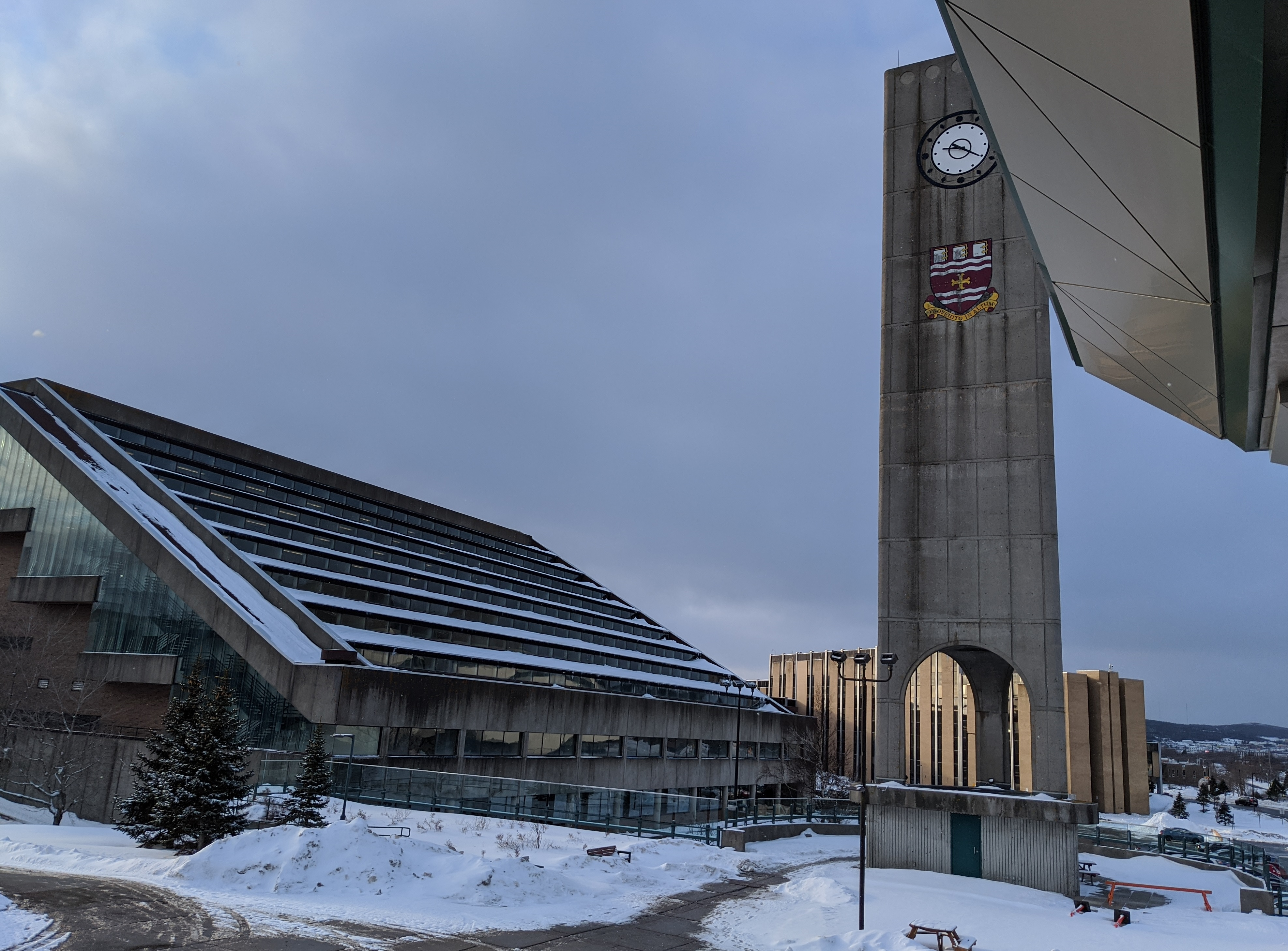
Zicht op de klokkentoren en de Koningin Elizabeth II-bibliotheek
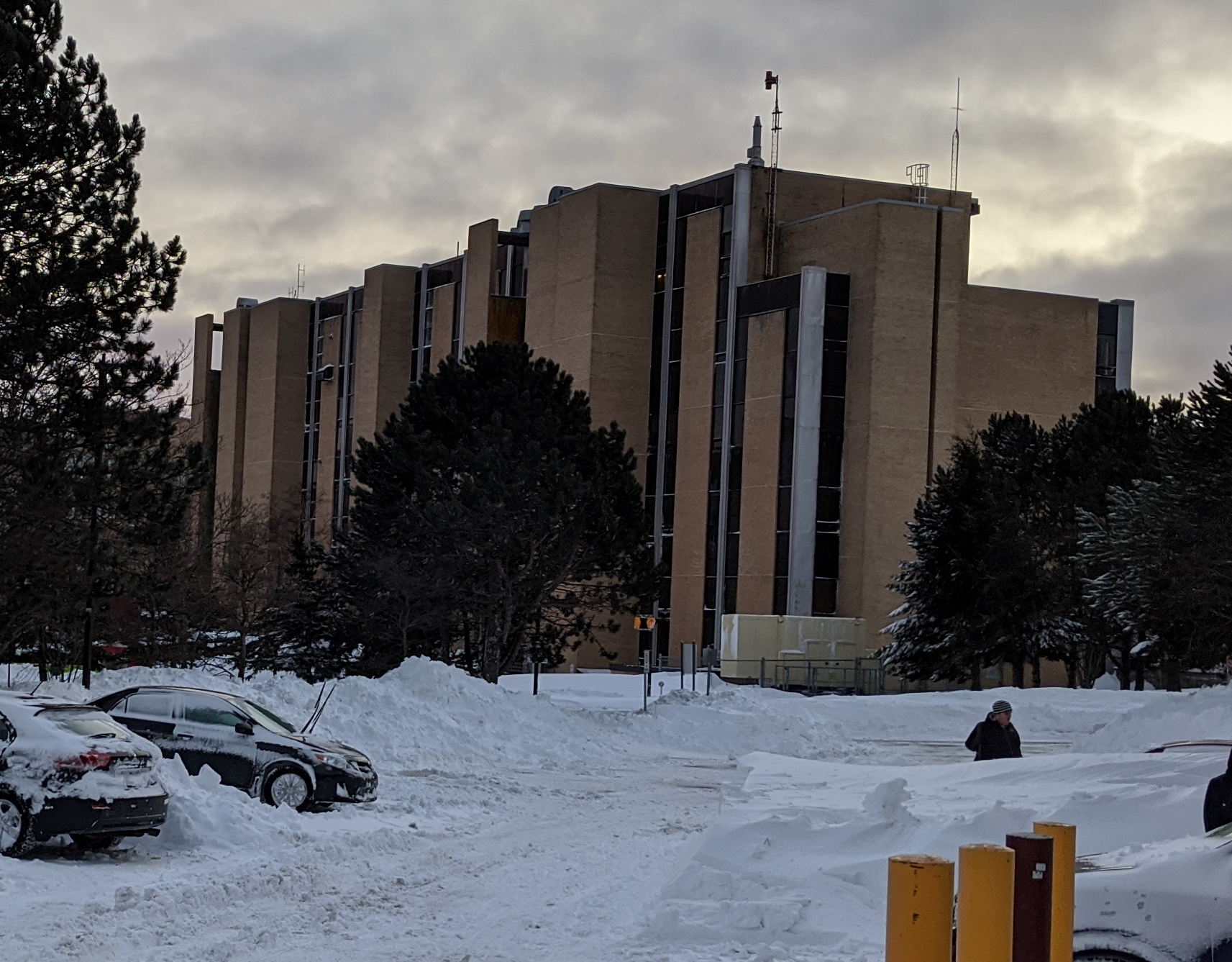
Gebouw van de faculteit chemie en fysica
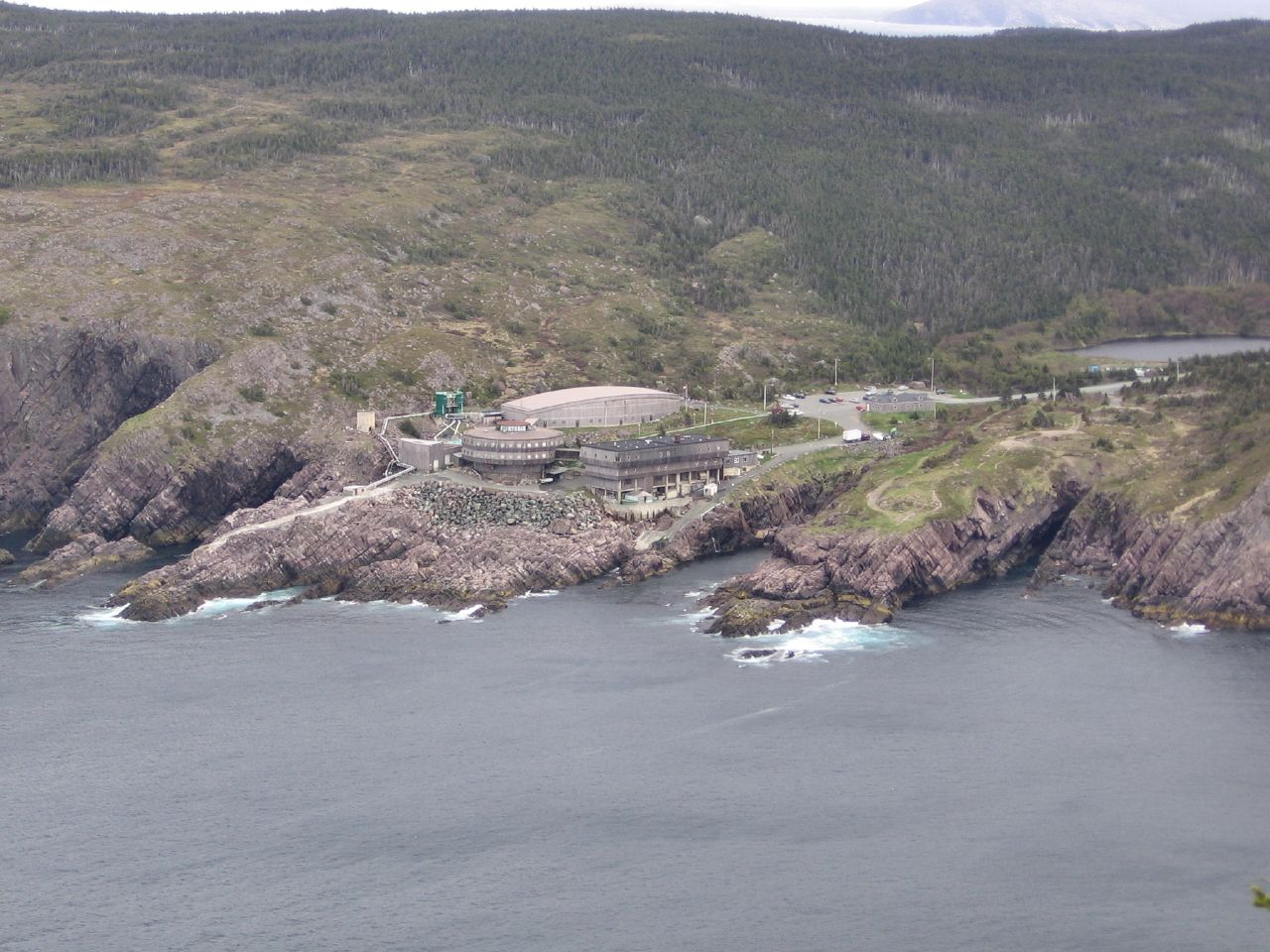
Het Ocean Sciences Centre